# Schottenring
Lo Schottenring è un circuito automobilistico situato nei pressi della cittadina di Schotten, nel Land dell'Assia in Germania. Inaugurato il 22 luglio 1925, è uno dei circuiti più antichi della Germania, insieme al Nürburgring, al Circuito di Solitude, allo Schleizer Dreieck e all'AVUS.
Nel 1953 vi si tenne il Gran Premio di Germania valido per il Motomondiale: si registrarono le vittorie di Carlo Ubbiali su MV Agusta in 125 e di Werner Haas su NSU in 250, mentre le corse di 350 e 500 non furono considerate valide per il Mondiale a causa della pericolosità del circuito per le moto più potenti (vinsero rispettivamente Carlo Bandirola su MV Agusta in 350 e Walter Zeller su BMW in 500).
Le competizioni sul circuito cessarono nel 1956; vi si tengono tuttora rally e altri eventi motoristici.